# Helsingborg
Helsingborg  je grad i općina koja se nalazi u Skåneu (Skaniji), južnoj Švedskoj, na najužem dijelu Øresunda. Udaljen je od danskog grada Helsingøra 4 km, do koga je svakih dvadeset minuta moguć prijevoz brodom. Helsingborg je značajan industrijski grad i ima drugu najveću luku u Švedskoj. Po veličini, Helsingborg je deveti najveći grad Švedske i drugi najveći grad Skanije s 91.640 stanovnika. Grad je osnovan 1086. godine, što ga čini jednim od najstarijih gradova Skandinavije. Vjeruje se da je ovo područje bilo naseljeno već krajem 10. stoljeća.
Prve građevine Helsingborga bile su tri crkve: Crkva svetog Klementa, Crkva svetog Petra i Crkva svetog Olaja. U 12. stoljeću sagrađen je gradski dvorac i oko njega okrugli toranj, čiji su zidovi imali dubinu od 4 m. U 14. stoljeću ljudi su se počeli naseljavati na obali. Tada je podignuta Crkva svete Marije i gradski dvorac se pregradio u tvrđavu, visoku 35 m, koja i dan-danas postoji (restaurirana 1893. – 1894. godine). Helsingborg je u ovo vrijeme bio jedan od značajnijih gradova Danske.
1332. godine švedski kralj Magnus Eriksson zauzeo je Helsingborg i dao ga u zalog za 34.000 maraka srebra. U 17. i 18. stoljeću grad je veoma oštećen i veliki dio stanovništva je izbjegao u dansko-švedskim ratovima. 1658. godine Helsingborg je pripao Švedskoj. Danci su zatim nekoliko puta pokušali zauzeti grad, ali bez uspjeha. Ovo vrijeme je prožeto ratnim stanjem, širenjem švedskog utjecaja i ekonomske stagnacije, pa je Helsingborg 1770. godine imao samo 1.300 stanovnika. Međutim, u drugoj polovini 19. stoljeća Helsingborg se počinje znatno oporavljati.

## Gradovi pobratimi
- Helsingør
- Pärnu
- Dubrovnik
- Alexandria

## Šport
U Helsingborgu djeluje hrvatski iseljenički nogometni klub Croatia.

## Vanjske poveznice
- Prezentacija grada
- Posjeti Helsingborg